# Віялохвістка сиза
Віялохвістка сиза (Rhipidura albiscapa) — вид горобцеподібних птахів родини віялохвісткових (Rhipiduridae).

## Поширення
Вид поширений в Австралії (включаючи Тасманію та острови Бассової протоки), на Соломонових островах (Макіра), Вануату (острови Банкс), Новій Каледонії (острів Пен та островах Луайоте) та острові Норфолк. Мешкає у різноманітних лісистих місцевостях.

## Опис
Дрібний птах, завдовжки 14-17 см, вагою 6-10 г. Верхня частина тіла сіро-сажева. Боки обличчя мають сажевий колір. Над оком є вузька біла смужка. За оком є ще одна біла лінія. Оперення хвоста переважно чорно-сіре з верхньої сторони і контрастує із світлішою верхньою стороною тіла. Три зовнішні пари кермових рпер мають білі кінчики. Підборіддя та горло білі, від світло-коричневих грудейц та живота відокремлені вузькою сірою смужкою. Дзьоб чорний з кремовою основою нижньої частини. Райдужка чорно-коричнева, ноги і ступні сіро-чорні.

## Спосіб життя
Птах живе поодиноко або парами. Живиться комахами, яких частіше ловить під час польоту, але також шукає серед листя. Іноді їсть дрібних хребетних, фрукти та насіння. Сезон розмноження в Австралії припадає на серпень — січень, але більшість кладок виявляється в період з жовтня по грудень. Може бути до чотирьох виводків за сезон. Гніздо зазвичай будує у кущах або на деревах. Кладка містить від одного до п'яти яєць. Інкубація триває близько двох тижнів. Період відгодівлі пташенят — від 10 до 16 днів.

## Підвиди
Розрізняють 8 підвидів:
- Rhipidura albiscapa brenchleyi Sharpe, 1879 — Соломонові острови (Макіра), острів Моа та Вануату.
- Rhipidura albiscapa bulgeri E. L. Layard, 1877 — Нова Каледонія.
- Rhipidura albiscapa pelzelni G. R. Gray, 1862 — Острів Норфолк
- Rhipidura albiscapa keasti Ford, 1981 — Північно-Східна Австралія.
- Rhipidura albiscapa albicauda North, 1895 — Центральна Австралія.
- Rhipidura albiscapa alisteri Mathews, 1911 — південний схід, південь та схід центральної Австралії, як перелітний птах аж до півночі Австралії.
- Rhipidura albiscapa albiscapa Gould, 1840 — Тасманія, острови Бассової протоки.
- Rhipidura albiscapa preissi Cabanis, 1851 — Південно-Західна Австралія.